# Chiến dịch Mavhoterapapi
Chiến dịch Mavhoterapapi (tiếng Việt: Chiến dịch Nơi Bạn Đặt X), là một chiến dịch quy mô lớn của chính phủ Zimbabwe để trừng phạt những người ủng hộ cho Phong trào Thay đổi vì Dân chủ trong cuộc bầu cử tổng thống 2008 thay vì cho ZANU-PF.
Tuy nhiên, chiến dịch gặp phải sự kết án gay gắt từ các Đảng đối lập của Zimbabwe, nhóm giáo hội, tổ chức phi chính phủ, và các cộng đồng quốc tế rộng lớn.